# 黑爾斯修道院

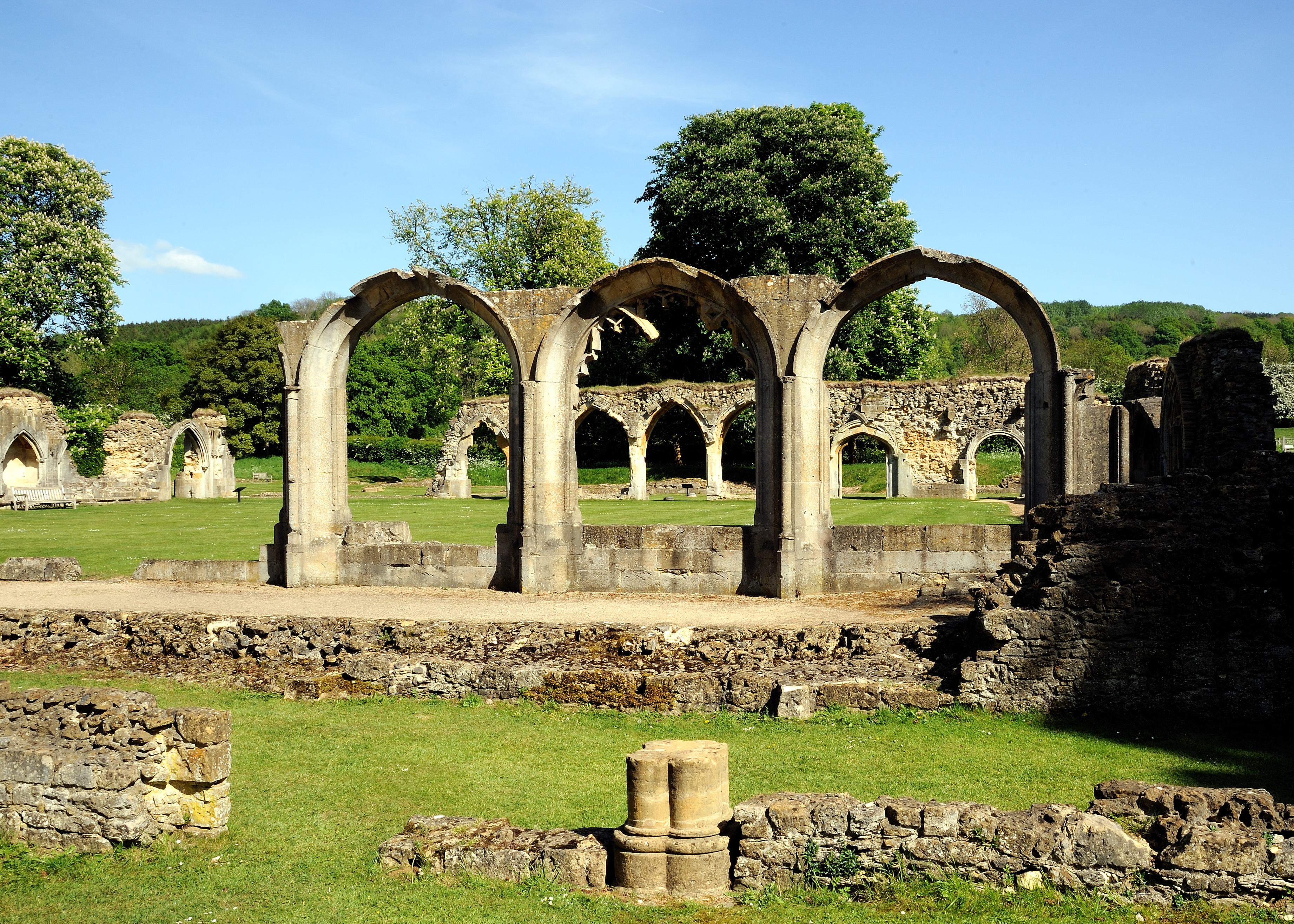

黑爾斯修道院（Hailes Abbey）是一座位於英格蘭格洛斯特郡溫什科姆東北兩英里處的熙篤會修道院遺跡。這座修道院創立於1246年。1539年，該修道院被亨利八世廢除。黑爾斯修道院是I級登錄建築，由英國國家信託所有，英格蘭遺產管理。

## 外部連結
- Hailes Abbey information at English Heritage（页面存档备份，存于）
- Hailes Abbey: place of pilgrimage（页面存档备份，存于） on Google Arts & Culture
- Detailed historical record for Hailes Abbey（页面存档备份，存于）